# .577 Tyrannosaur
El .577 Tyrannosaur o .577 T-rex es un cartucho diseñado por la empresa A-Square de Jeffersonville (Indiana) en 1993 para cazar animales peligrosos en África. El .577 Tyrannosaur monta una bala de latón macizo con un diámetro de 14,9 mm y un peso de 49 gramos, que alcanza una velocidad de 750 m/s y desarrolla 13.800 julios de energía en boca. El modelo de producción de A-Square está basado en la plataforma de su fusil Hannibal.